# 伊贾斯拉夫一世·雅罗斯拉维奇

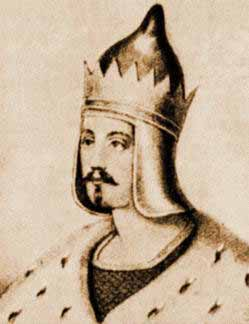
伊贾斯拉夫一世

伊贾斯拉夫一世·雅罗斯拉维奇（羅馬化：Iziaslav Yaroslavych；1024年—1078年10月3日），聖名德米特羅，古罗斯王公，图罗夫王公（？~1052年），诺夫哥罗德王公（1052年~1054年），基辅大公（1054年~1068年，1069年~1073年，1077年~1078年）。

## 早年生活
伊贾斯拉夫一世·雅罗斯拉维奇为基辅大公智者雅罗斯拉夫的三子，教名为德米特里。他在年轻时先后出任图罗夫和诺夫哥罗德的王公。1043年，作为他父亲雅罗斯拉夫大公与波兰国王卡齊米日一世的和约的一部分，伊贾斯拉夫与卡西米尔的妹妹格特鲁德结婚。1054年父亲去世后，他登上基辅大公的宝座。

## 统治
1068年，伊贾斯拉夫一世·雅罗斯拉维奇在基辅的统治被市民起义推翻；人们推举被他监禁的波洛茨克王公弗谢斯拉夫·布里亚奇斯拉维奇为大公。伊贾斯拉夫一世逃往波兰。不久他从卡西米尔一世处借来大兵，由其长子姆斯季斯拉夫·伊贾斯拉维奇率领，极其残酷地镇压了起义。伊贾斯拉夫一世·雅罗斯拉维奇再次当上大公；然而在1073年，由于兄弟失和，他被弟弟弗谢沃洛德·雅罗斯拉维奇推翻。弗谢沃洛德·雅罗斯拉维奇支持他们的另一个兄弟斯维亚托斯拉夫二世·雅罗斯拉维奇统治基辅。伊贾斯拉夫被迫向卡西米尔一世、神圣罗马帝国皇帝亨利四世乃至教皇求援。1077年，斯维亚托斯拉夫去世，伊贾斯拉夫与弗谢沃洛德和解，遂得以再次登上大公之位。
1078年，伊贾斯拉夫一世·雅罗斯拉维奇支持弗谢沃洛德·雅罗斯拉维奇与鲍里斯·维亚切斯拉维奇争夺切尔尼戈夫；不久他在愈演愈烈的内讧战争中死去。
伊贾斯拉夫一世·雅罗斯拉维奇参加了所谓《雅罗斯拉维奇兄弟法典》的编纂工作。

## 家庭
- 妻子：格特鲁德，波兰公主
- 子女：

1. 姆斯季斯拉夫·伊贾斯拉维奇，波洛茨克王公
2. 罗斯季斯拉夫·伊贾斯拉维奇
3. 亚罗波尔克·伊贾斯拉维奇，图罗夫王公
4. 斯维亚托波尔克二世·伊贾斯拉维奇，基辅大公
5. 叶芙普拉克西娅

### 資料
1. ↑  Войтович Л. Княжа доба: портрети еліти 的存檔，存档日期2017-03-29.… — С. 306.

### 文獻
- 苏联历史大百科全书·人物卷，1961~1973